# باشگاه فوتبال آلیانزا لیما
الیانزا لیما (انگلیسی: Alianza Lima) یک باشگاه فوتبال در پرو است که در ورزشگاه آلخاندرو ویلانوا در منطقه لاویکتوریای شهر لیما بازی می‌کند. الیانزا یکی از معروف‌ترین باشگاه‌ها و قدیمی‌ترین تیم‌های پرو است.